# Instrukcja powrotu
Instrukcja powrotu (wyjścia) – instrukcja w określonym języku programowania powodująca opuszczenie aktualnie wykonywanego bloku programu (modułu, podprogramu: procedury, funkcji, metody, lub innych segmentów – bloków programowych – występujących w określonym języku programowana, a także całego programu, procesu) i przejście do następnej instrukcji występującej po instrukcji wywołania danego podprogramu.

## Rodzaje instrukcji wyjścia
Instrukcja wyjścia:
- niejawna: występuje na końcu danego bloku przed słowem zamykającym segment,
- jawna:
  - bez wartości przekazywanej do miejsca wywołania
  - z wartością przekazywaną do miejsca wywołania
    - dla segmentu – podprogramu – będącego funkcją, wartość przekazywana zwykle zostaje użyta w określonym wyrażeniu do obliczeń (istnieją języki dopuszczające wywołanie funkcji poza wyrażeniem i tym samym ignorowanie tej wartości),
    - przy wyjściu z programu, wartość przekazywana jest do systemu (lub innego procesu wywołującego program), jako kod zakończenia programu.

## Stosowanie instrukcji wyjścia
Blok, segment programu definiuje pewną część algorytmu do wykonania, program definiuje całość danego zagadnienia. Rozpoczęcie wykonywania instrukcji następuje po wykonaniu instrukcji wywołania:
- dla programu w systemie operacyjnym,
- dla podprogramu w instrukcji wywołania lub w wyrażeniu.

Zakończenie natomiast następuje po ostatniej instrukcji zawartej w definicji bloku, co implikuje niejawne (o ile nie umieszczono jawnie instrukcji wyjścia) wystąpienie odpowiedniej instrukcji wyjścia. Często jednak występuje konieczność wcześniejszego zakończenia bloku, co wymaga jawnego użycia instrukcji wyjścia.

## Języki programowania

### Basic
```
 
RETURN
```

### C,C++,C#,Java,Javascript,PHP
```
 /* instrukcja wyjścia powoduje opuszczenia aktualnie wykonywanej funkcji (lub metody)
 w przypadku funkcji main() powoduje jej opuszczenie, a w konsekwencji opuszczenie
 całego programu */
 
return
 
wyrażenie
;
```

### Clipper
```
 
RETURN
 [
wyrażenie
]
```

Instrukcja RETURN w języku Clipper zamyka blok podprogramu (jak end w Pascalu lub } w C).

### Cobol
```
 
nazwa
 
EXIT.
```

### Forth
- koniec podprogramu: ;
- wyjście z podprogramu ABORT

### Fortran
- zakończenie

```
 
STOP
 [
wartość
]
 
END
```

- wyjście

```
 
RETURN
```

- przypisanie wartości funkcji

```
 
nazwa_funkcji
=
wyrażenie
```

### Icon
- zakończenie programu

```
 
stop
(
wyrażenie
)
 
exit
(
wyrażenie
)
```

- wyjście

```
 
return
 [
wyrażenie
]
 
fail
```

- koniec procedury

```
 
end
```

### JEAN
```
 
DONE

 
QUIT

 
CANCEL
```

### Pascal
- koniec podprogramu

```
 
end
;
```

- zwrócenie wartości przez funkcję

```
 { nazwa_funkcji traktowana jest jak zmienna lokalna, której wartość przy wyjściu jest przekazywana jako wartość funkcji }
 
nazwa_funkcji
:=
wyrażenie
;
```

- Turbo Pascal (procedury standardowe dostępne w module System):
  - wyjście z programu
    - RunError(kod_błędu)
    - Halt(kod_powrotu)

  - wyjście z bieżącego bloku (programu lub podprogramu)
    - Exit;

### PL/1
- wyjście z procedury

```
 /* instrukcja wyjścia powoduje opuszczenia aktualnie wykonywanej procedury,
 w przypadku procedury z frazą 
OPTIONS
(
MAIN
) powoduje jej opuszczenie, a w konsekwencji opuszczenie całego programu */
 
RETURN
 [(
wyrażenie
)];
```

- zakończenie procedury

```
 
END
 
nazwa
;
```

- zakończenie

```
 
STOP

 
EXIT
```

### PL/M
- wyjście

```
 
RETURN
 [
wyrażenie
];
```

- zakończenie

```
 
END
;
```

### Python
- wyjście

```
 
return
 [
wyrażenie
]
```

- zwrócenie wartości przez generator

```
 
yield
 [
wyrażenie
]
```

### Visual Basic
- wyjście

```
 
Exit Sub

 
Exit Function
```

- zakończenie

```
 
End Sub

 
End Function
```

- przypisanie wartości funkcji

```
 ‘ nazwa funkcji traktowana jest jak zmienna lokalna, której wartość przy wyjściu jest przekazywana jako wartość funkcji
 
nazwa_funkcji
=
wyrażenie
```